# Igor (album)
Az Igor (stilizálva: IGOR) Tyler, the Creator amerikai rapper és producer hatodik stúdióalbuma, amely 2019. május 17-én jelent meg a Columbia Records kiadón keresztül. A lemez egyetlen producer Tyler volt, közreműködött rajta Playboi Carti, Lil Uzi Vert, Solange, Kanye West és Jerrod Carmichael. A Flower Boy (2017) album megjelenése után az Igort főleg Kaliforniában vették fel, de helyszínként szolgált a Comói-tó és Atlanta is, 2017–2019 között. Szakértők és Tyler is azt mondták az album stílusáról, hogy hiphopot, neo soult, R&B-t, funkot és popot kever, nagy szerepet játszottak a készítésében szintetizátorok és lo-fi vokálok. Tárgyát tekintve egy szerelmi háromszöget követ a címadó főszereplővel és férfi szerelmével a középpontban. Az album az Igor irodalmi szereplőtípust használja fel, olyan szerelemmel kapcsolatos témákat elemez, mint a szívfájdalom, egy személy elvesztése és féltékenység.
Az album népszerűsítése érdekében Tyler kiadta az Earfquake című kislemezt, amely 13. lett a Billboard Hot 100-on, addigi legsikeresebb dala. Első hetében megjelenése után az Igorból 165 ezer albummal egyenértékű egység kelt el, listavezető lett a Billboard 200-on. Az előadó legelső albuma lett, amely elérte a csúcsot. Szakértők köreiben is kiemelkedően sikeres lett, sok magazin az év egyik legjobb albumának választotta meg, illetve Tyler első Grammy-győzelmét is hozta, megnyerve a Legjobb rapalbum díjat a 62. gálán.

## Háttér
A munkálatok 2017-ben kezdődtek meg, mikor Tyler megírta az Earfquake című dalt, eredetileg Justin Biebernek és Rihannának, akik elutasították. Az I Thinket a Comói-tónál vették fel Solange Knowles amerikai énekessel. A Running Out of Time-ot Tyler akkor írta, mikor szünetet tartott egy felvétel közben ASAP Ferggel. A Gone, Gone / Thank You alapja még 2013-ban készült el a Wolf felvételei közben, és később a Cherry Bomb és a Flower Boy lemezeken se kapott helyet, mert egyikbe se illett bele.
Egy interjúban a Fantastic Mannel 2018-ban Tylertől megkérdezték, hogy volt-e valaha szerelmes, amiről az Igor témájára utalva azt mondta, hogy „Nem akarok arról beszélni. Az a következő lemez.” 2018 októberében bemutatta a Running Out of Time-ot egy interjúban.
2019. április 26-án a Sony egy pénzügyi jelentésében azt lehetett olvasni, hogy egy album várható volt Tylertől június vége előtt. 2019 májusában az előadó megosztott két részletet az Igor’s Theme és a What’s Good dalokból. A lemezt Tyler 2019. május 6-án jelentette be.

## Kompozíció

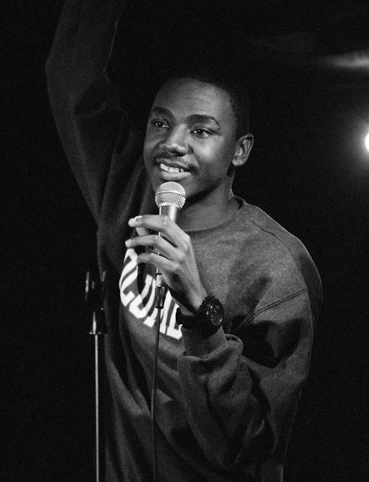
Jerrod Carmichael amerikai humorista volt az album narrátora

Danny Schwartz (Rolling Stone) azt írta az Igorról, hogy „az R&B, a funk és a rap gazdag, de rendetlen keveréke.” Az album szintetizátorokra épül, neo soul dallamokkal és halkra kevert vokállal. Azt követően, hogy Tyler megnyerte a Legjobb rapalbum díjat a 62. Grammy-gálán, kijelentette, hogy nem tetszett neki, hogy a díjátadón a rap és urban kategóriákba került lemeze a pop helyett, „kétélű dícséretnek” nevezte: „Nagyon rossz, hogy amikor mi – és úgy értem, hogy emberek, akik úgy néznek ki, mint én – bármit csinálunk, ami túllép egyes műfajok határain, mindig berakják a rap vagy urban kategóriába. Nem tetszik az urban szó – szerintem csak a néger egy politikai korrekt verziója.”
Az album egy szerelmi háromszöget követ, amelyben Tyler szerelmes egy férfiba, aki kapcsolatban van valaki mással. Jerrod Carmichael amerikai humorista az Igor narrátora, rövid mondatokkal jelenik meg néha, hogy Tyler és Igor gondolatait ossza meg. Először az Exactly What You Run from You End Up Chasingen tűnik fel. Az Igor karaktert név szerint az Igor’s Theme és a What’s Good dalokon szerepel, az Igor irodalmi szereplőtípus alapján van létrehozva, aki általában a főgonosz asszisztense és Tyler egy sötétebb, közönyösebb oldalát mutatja be. Igor azt követően jelenik meg, hogy Tyler megosztja érzéseit szerelmével, annak ellenére, hogy az még mindig volt barátnőjére koncentrál. Igor színrelépése változásokat hoz a szerelmes érzésekhez, amelyektől Tyler az album első felében szenved. Az Earfquake egy R&B-dal, amelyről szakértők azt írták, hogy vagy Tyler szerelméről vagy szívfájdalmáról beszél. Az I Thinken megkérdőjelezi kapcsolatát új partnerével és megosztja egészségtelen vonzódását felé, amelyet később alaposabban feldolgoz a Puppeten. A New Magic Wanden kijelenti, hogy szerelmes egy régi partnerébe és sajnálja, hogy utána mással volt kapcsolatban, amelyet később az A Boy is a Gunon részletesebben említ. A Gone, Gone / Thank You, az I Don’t Love You Anymore és az Are We Still Friends? a szakításról és az azt követő időszakról mesél.

## Népszerűsítés
Az Earfquake videóklipjét 2019. május 17-én adták ki, az album megjelenése napján. A dalt június 4-én küldték el az Igor egyetlen kislemezeként rádióknak. Június 3-án Tyler bejelentette a turnét az album népszerűsítésére, a nyitófellépők Jaden Smith, Blood Orange és GoldLink voltak.
Az album hetedik dalából, az A Boy is a Gunból 2019. május 19-én lett megosztva egy részlet, a szám teljes videóklipje pedig szeptember 16-án jelent meg. Október 24-én egy harmadik videóklip is kiadásra került, az I Thinkhez. 2019. augusztus 14-én az Apple Music kiadásában megjelent egy videóalbum a lemezről, Apple Music Presents: Tyler, the Creator címen, amelyen tizenegy klip szerepel az első koncertről, amelyen Tyler előadta az Igort.

## Kritika
Az Igort méltatták a kritikusok. A Metacritic, amely 100 pontból ad egy értékelést lemezeknek szakértői kritika alapján, 81-et ítélt a lemeznek, 18 vélemény szerint. A hasonlóan működő AnyDecentMusic?-tól pedig 7,9/10 pontot kapott.
Sok szakértő méltatta Tyler találékony produceri munkáját és a növekedést, amelyet előadóként mutatott az Igoron. Roisin O’Connor (The Independent) szerint Tyler „eddigi legjobb műve” volt, kiemelve a szokatlan felépítését és a bonyolult utómunkát. Kritikájában azt írta, hogy a lemez olyan, mintha egy labirintuson vezetnék át, amelyet az album folytonos fordulatainak köszönhetünk. Andy Kellman (AllMusic) kiemelte az album érzelmi mélységét, egy klasszikus soullemezhez hasonlítva azt, amiért hajlandó volt kifejezni „fájdalmát és sebezhetőséget mutatott,” míg Danny Schwartz (Rolling Stone) is méltatta a gyengédségét, és szerinte Tyler bebizonyította, hogy egy „alakváltó előadó, aki még mindig fejlődik.”
Más szakértők kiemelték, hogy az Igor mekkora váltás volt az előadó korábbi albumaihoz képest hangzásilag, kiemelve a pop, a soul és a hiphop keverékeit a lemezen. Daniel Spielberger (HipHopDX) megjegyezte, hogy Tyler ugyan elhagyta rapper személyiségét, stílusa sokkal kifinomultabb lett, egy „ködös” popalbumot készített el, amely egyértelmű kockázatokkal jár. Nick Roseblade (Clash) szintén kiemelte a változást Tyler hangzásában, megemlítve, hogy az előadó korábbi agresszív stílusa gyengült, amelynek következményei „lassabb alapok és ellenállhatatlan soulrefrének” voltak. Kijelentette, hogy ugyan eleinte a változás szokatlan lehet, az album történetmesélése bemutat egy „új Tylert,” aki sokkal megnyerőbb. Sam Moore (NME) szerint az Igor egy „sikeres és örökzöld lemez,” amely osztatlan figyelmet követel.
Ennek ellenére voltak kritikusok, akik nem értettek egyet azzal, hogy az Igor közel tökéletes volt. Rowan5215 (Sputnikmusic) szerint az Igor nem Tyler legjobb műve volt, bár elismerte, hogy a érdemes volt a szokatlant választani olyan dalokon, mint az I Think és az A Boy Is a Gun. A minimalizmus szerinte illett az előadóhoz, de egyes esetekben, mint a Running Out of Time dalon, repetitív lehet. Egy hasonló kritikában Dean Van Nguyen (The Guardian) méltatta az album találékonyságát, de úgy érezte, hogy hiányoztak belőle azok az emlékezetes motívumok, amelyek szerepeltek Tyler korábbi műveiben. Szerinte az Igor „a találékonyság tökéletes bemutatója,” de nem mindig marad meg a hallgató fejében. Ezek mellett kritizálta a produceri munka, a rappelés és a „nyers, rendíthetetlen emberiség” hiányosságát.

### Ranglisták
| Magazin         | Lista címe                         | Helyezés | For.   |
| --------------- | ---------------------------------- | -------- | ------ |
| Billboard       | A 2010-es évek száz legjobb albuma | 54       | [ 32 ] |
| Billboard       | 2019 50 legjobb albuma             | 7        | [ 33 ] |
| Complex         | 2019 legjobb albumai               | 1        | [ 34 ] |
| The Guardian    | 2019 50 legjobb albuma             | 5        | [ 35 ] |
| The Independent | 2019 50 legjobb albuma             | 6        | [ 36 ] |
| NME             | 2019 50 legjobb albuma             | 2        | [ 37 ] |
| Now             | 2019 10 legjobb albuma             | 2        | [ 38 ] |
| Pitchfork       | 2019 50 legjobb albuma             | 23       | [ 39 ] |
| Rolling Stone   | 2019 50 legjobb albuma             | 12       | [ 40 ] |
| Slant Magazine  | 2019 25 legjobb albuma             | 23       | [ 41 ] |
| Sputnikmusic    | 2019 50 legjobb albuma             | 15       | [ 42 ] |

## Díjak és jelölések
| Díjátadó           | Év   | Kategória        | Eredmény | For.   |
| ------------------ | ---- | ---------------- | -------- | ------ |
| BET Hip Hop Awards | 2019 | Az év albuma     | Jelölve  | [ 43 ] |
| Grammy-díj         | 2020 | Legjobb rapalbum | Elnyerte | [ 44 ] |

## Számlista
Minden dal producere Tyler, the Creator.
| Igor  | Igor                                         | Igor                                                  | Igor  | Igor | Igor | Igor | Igor | Igor | Igor |
|       | Cím                                          | Szerző(k)                                             | Hossz |      |      |      |      |      |      |
| ----- | -------------------------------------------- | ----------------------------------------------------- | ----- | ---- | ---- | ---- | ---- | ---- | ---- |
| 1.    | Igor’s Theme                                 | Tyler Okonma Symere Woods                             | 3:20  |      |      |      |      |      |      |
| 2.    | Earfquake                                    | Okonma Jordan Carter                                  | 3:10  |      |      |      |      |      |      |
| 3.    | I Think                                      | Okonma Bodiono Nkono Télesphore Bibi Mascel           | 3:32  |      |      |      |      |      |      |
| 4.    | Exactly What You Run from You End Up Chasing |                                                       | 0:14  |      |      |      |      |      |      |
| 5.    | Running Out of Time                          |                                                       | 2:57  |      |      |      |      |      |      |
| 6.    | New Magic Wand                               |                                                       | 3:15  |      |      |      |      |      |      |
| 7.    | A Boy Is a Gun                               | Okonma Bobby Dukes Bobby Massey Lester Allen McKenzie | 3:30  |      |      |      |      |      |      |
| 8.    | Puppet                                       | Okonma Kanye West Mick Ware David Smith               | 2:59  |      |      |      |      |      |      |
| 9.    | What’s Good                                  |                                                       | 3:25  |      |      |      |      |      |      |
| 10.   | Gone, Gone / Thank You                       | Okonma Cullen Omori Alan O’Day Jamasita Tacuro        | 6:15  |      |      |      |      |      |      |
| 11.   | I Don’t Love You Anymore                     |                                                       | 2:41  |      |      |      |      |      |      |
| 12.   | Are We Still Friends?                        | Okonma Al Green                                       | 4:25  |      |      |      |      |      |      |
| 39:43 |                                              |                                                       |       |      |      |      |      |      |      |

| CD, hangelemez és kazetta | CD, hangelemez és kazetta | CD, hangelemez és kazetta | CD, hangelemez és kazetta | CD, hangelemez és kazetta | CD, hangelemez és kazetta | CD, hangelemez és kazetta | CD, hangelemez és kazetta | CD, hangelemez és kazetta | CD, hangelemez és kazetta |
|                           | Cím                       | Szerző(k)                 | Hossz                     |                           |                           |                           |                           |                           |                           |
| ------------------------- | ------------------------- | ------------------------- | ------------------------- | ------------------------- | ------------------------- | ------------------------- | ------------------------- | ------------------------- | ------------------------- |
| 4.                        | Boyfriend                 | Okonma John Charles Alder | 4:00                      |                           |                           |                           |                           |                           |                           |
| 43:29                     |                           |                           |                           |                           |                           |                           |                           |                           |                           |

Jegyzetek
- Minden dal nagybetűkkel stilizálva.
- Az Exactly What You Run From You End Up Chasing a Boyfriend végén jelenik meg nem digitális kiadásokon.

Hangminták
- Igor’s Theme: Attention, előadta: a Head West (jelöletlen), és  Scatin’, előadta: Dâm-Funk.[45]
- I Think: Get Down, szerezte: Bodiono Nkono Télesphore, előadta: Bodiono Nkono Télesphore és Nkono Teles, és Special Lady, szerezte és előadta: Bibi Mascel.
- Running Out of Time: Hit It Run, előadta: Run–D.M.C.
- New Magic Wand: Vsichni Praznj, szerezte és előadta: Siluetes 61.
- A Boy Is a Gun: Bound, szerezte: Bobby Dukes, Bobby Massey és Lester Allen McKenzie, előadta: Ponderosa Twins Plus One.[46]
- Puppet: Today, szerezte: Mick Ware, előadta: Czar, és It’s Alright With Me, szerezte: David Smith, előadta: a Part Time.
- Gone, Gone / Thank You: Hey Girl, szerezte és előadta: Cullen Omori, és Fragile, szerezte: Alan O’Day és Jamasita Tacuro, előadta: Jamasita.
- Are We Still Friends?: Dream, szerezte és előadta: Al Green.
- Boyfriend: Fluid, szerezte és előadta: Twink.

## Közreműködők
Az albumjegyzetek alapján.

### Zenész
- Tyler Okonma – vokál, producer, hangszerelés
- Lil Uzi Vert – vokál (1)
- Playboi Carti – rap (2)
- Solange – vokál (3), háttérénekes (7, 11)
- Jerrod Carmichael – vokál (4), további vokál (6, 8–10, Boyfriend)
- Kanye West – rap (8)
- Anthony Evans – háttérénekes (1, 3, 10)
- Amanda Brown – háttérénekes (1, 3, 10)
- Tiffany Stevenson – háttérénekes (1, 3, 10)
- Charlie Wilson – háttérénekes (2, 11, Boyfriend)
- Jessy Wilson – háttérénekes (2, 5, 6, 8, 10, 11)
- Ryan Beatty – háttérénekes (3)
- Santigold – háttérénekes (4, 6, 8, Boyfriend)
- Cee Lo Green – háttérénekes (10)
- La Roux – háttérénekes (10)
- Pharrell Williams – háttérénekes (12)
- Slowthai – további vokál (9)
- Kevin Kendricks – billentyűk (3), további billentyűk (7), csőharang (8)
- Jack White[48][49]

### Utómunka
- Vic Wainstein – felvételek (1–3, 5–12)
- Tyler Okonma – felvételek (1–3, 5–9, 11)
- Kingston Callaway – felvételek (10)
- John Armstrong – felvételi asszisztens (1)
- Ben Fletcher – felvételi asszisztens (1)
- Rob Bisel – felvételi asszisztens (1, 3, 9)
- Ashley Jacobson – felvételi asszisztens (2)
- Thomas Cullison – felvételi asszisztens (2, 10)
- Josh Sellers – felvételi asszisztens (5, 6)
- Derrick Jenner – felvételi asszisztens (7)
- Neal H Pogue – keverés
- Zachary Acosta – keverési asszisztens
- MeMiceElfani – keverési asszisztens
- Mike Bozzi – maszterelés

## Slágerlisták és kereskedelmi teljesítmény
Az Igor a Billboard 200 élén debütált, 165 ezer eladott albummal egyenértékű egységgel, amelyből 74 ezer volt tiszta eladás. Tyler első listavezető lemeze volt az Egyesült Államokban. Kétszeres platina minősítést kapott az országban, illetve Új-Zélandon, míg platinalemez volt Ausztráliában, Brazíliában, Dániában, az Egyesült Királyságban, Kanadában, Lengyelországban és arany Franciaországban, Mexikóban és Olaszországban. Az Earfquake volt az egyetlen kislemez, és 13. helyet ért el a Billboard Hot 100, 15 hétig szerepelt a listán. Az Earfquake mellett slágerlistára jutott még az Igor’s Theme (67.), az I Think (51.), a Puppet (88.), a What’s Good (85.), a New Magic Wand (70.), a Running Out Of Time (65.) és az A Boy Is A Gun (74).
| Slágerlista (2019–2024)                       | Legmagasabb pozíció |
| --------------------------------------------- | ------------------- |
| Ausztrália (ARIA Top 50 Albums)               | 3                   |
| Ausztria (Ö3 Austria Top 40)                  | 7                   |
| Belgium (Ultratop Flandria)                   | 5                   |
| Belgium (Ultratop Vallónia)                   | 40                  |
| Csehország (ČNS IFPI Albums Top 100)          | 5                   |
| Dánia (Hitlisten Album Top 40)                | 4                   |
| Egyesült Királyság (UK Albums Chart)          | 4                   |
| Egyesült Királyság (UK R&B Albums)            | 3                   |
| Egyesült Királyság (Scottish Albums)          | 20                  |
| Finnország (Musiikkituottajat Albumit Top 50) | 6                   |
| Franciaország (SNEP Album Top 100)            | 43                  |
| Hollandia (Dutch Charts Album Top 100)        | 3                   |
| Írország (IRMA Top 100 Artist Album)          | 4                   |
| Kanada (Billboard Canadian Albums Chart)      | 2                   |
| Lengyelország (ZPAV Album Top 50)             | 16                  |
| Lettország (LAIPA)                            | 1                   |
| Litvánia (AGATA)                              | 1                   |
| Magyarország (Mahasz)                         | 19                  |
| Németország (Offizielle Top 100)              | 29                  |
| Norvégia (VG-lista Album Top 40)              | 3                   |
| Olaszország (FIMI Album Top 20)               | 32                  |
| Svájc (Schweizer Hitparade Top 100 Albums)    | 14                  |
| Svédország (Sverigetopplistan Top 60 Albums)  | 5                   |
| Szlovákia (ČNS IFPI)                          | 5                   |
| USA Billboard 200                             | 1                   |
| USA Top R&B/Hip-Hop Albums (Billboard)        | 1                   |
| Új-Zéland (Recorded Music NZ Top 40 Albums)   | 2                   |

| Slágerlista (2019)                     | Pozíció |
| -------------------------------------- | ------- |
| Ausztrália (ARIA)                      | 61      |
| Belgium (Ultratop Flandria)            | 138     |
| Dánia (Hitlisten)                      | 74      |
| Izland (Tónlistinn)                    | 40      |
| USA Billboard 200                      | 71      |
| USA Top R&B/Hip-Hop Albums (Billboard) | 30      |
| Slágerlista (2020)                     | Pozíció |
| Ausztrália (ARIA)                      | 83      |
| Belgium (Ultratop Flandria)            | 160     |
| Izland (Tónlistinn)                    | 62      |
| USA Billboard 200                      | 151     |
| USA Top R&B/Hip-Hop Albums (Billboard) | 98      |
| Slágerlista (2021)                     | Pozíció |
| Ausztrália (ARIA)                      | 98      |
| Belgium (Ultratop Flandria)            | 195     |
| Izland (Tónlistinn)                    | 67      |
| USA Billboard 200                      | 134     |
| USA Top R&B/Hip-Hop Albums (Billboard) | 94      |
| Slágerlista (2022)                     | Pozíció |
| Ausztrália (ARIA)                      | 55      |
| Belgium (Ultratop Flandria)            | 150     |
| Izland (Tónlistinn)                    | 54      |
| Litvánia (AGATA)                       | 28      |
| USA Billboard 200                      | 72      |
| USA Top R&B/Hip-Hop Albums (Billboard) | 37      |
| Slágerlista (2023)                     | Pozíció |
| Ausztrália (ARIA)                      | 82      |
| Belgium (Ultratop Flandria)            | 110     |
| Izland (Tónlistinn)                    | 67      |
| USA Billboard 200                      | 54      |
| USA Top R&B/Hip-Hop Albums (Billboard) | 22      |
| Slágerlista (2024)                     | Pozíció |
| Ausztrália (ARIA)                      | 75      |
| Ausztrália Hip Hop/R&B Albums (ARIA)   | 20      |
| Belgium (Ultratop Flandria)            | 79      |
| Izland (Tónlistinn)                    | 56      |
| Lengyelország (ZPAV)                   | 48      |
| USA Billboard 200                      | 98      |
| USA Top R&B/Hip-Hop Albums (Billboard) | 39      |

## Minősítések
| Régió                                                            | Minősítés  | Eladott példányszám |
| ---------------------------------------------------------------- | ---------- | ------------------- |
| Ausztrália (ARIA)                                                | platina    | 70 000‡             |
| Brazília (Pro-Música Brasil)                                     | platina    | 40 000‡             |
| Dánia (IFPI Denmark)                                             | platina    | 20 000‡             |
| Egyesült Államok (RIAA)                                          | 2× platina | 2 000 000‡          |
| Egyesült Királyság (BPI)                                         | platina    | 300 000‡            |
| Franciaország (SNEP)                                             | platina    | 100 000‡            |
| Kanada (Music Canada)                                            | platina    | 80 000‡             |
| Lengyelország (ZPAV)                                             | platina    | 20 000‡             |
| Mexikó (AMPROFON)                                                | arany      | 30 000‡             |
| Olaszország (FIMI)                                               | arany      | 25 000‡             |
| Új-Zéland (RMNZ)                                                 | 2× platina | 30 000‡             |
| ‡ Eladási+streaming példányszámok kizárólag a minősítés alapján. |            |                     |